# Кокорин, Пётр Дмитриевич
Пётр Дмитриевич Коко́рин (1885 — 22 ноября 1919) — участник Первой мировой войны в чине старшего унтер-офицера, Георгиевский кавалер, большевик, участник Гражданской войны на Алтае, командир конного партизанского отряда, а затем полка выступающего на стороне Красного движения.

## Биография Кокорина

### Ранние годы и участие в Первой мировой войне
Петр Кокорин родился в 1885 г. (по данным Всероссийской сельхоз переписи 1917 года, но в биографических данных часто указывается датой рождения 1887 год) в селе Безруково, Тобольской губернии, в семье ремесленника. Позже Петр и две его сестры переехали на Алтай в с. Дёмино, Бийского уезда, Томской губернии. Причиной переезда послужил арест отца и старшего брата. В Дёмино Кокорин женился, обзавёлся домом и наделом земли. Занимаясь охотой, хорошо изучил горные тропы Алтая, работал доверенным в Дёминской молочной артели, возя на подводе масло в г. Бийск.
С началом Первой мировой войны мобилизован в армию. Воевал в составе 17-го Сибирского стрелкового полка. В боях с германскими войсками прошёл путь от рядового солдата и дослужился до чина старшего унтер-офицера. За проявленную храбрость в боях получил два Георгиеских креста. По некоторым данным Кокорин командовал взводом конной разведки, умело используя свою охотничью смекалку. В 1916 г. вступил в социал-демократическую партию. После Февральской революции 1917 г. избран членом солдатского-полкового совета. В 1918 году вернулся домой.

### Участие Кокорина в Гражданской войне на Алтае
После кровавых расправ белых карателей с крестьянами Алтая, для борьбы с ними в июне 1919 г., был создан Дёминский конный отряд (80 человек), командиром которого был избран большевик и сторонник Советской власти — П. Д. Кокорин. Из-за нехватки оружия (Кокорин сумел раздобыть 13 трёхлинейных винтовок, несколько шашек и наганов) партизаны вооружались охотничьими ружьями и самодельными пиками. В Дёминский отряд вступали люди из соседних сел, он стал численностью в 200 красноармейцев.
В начале августа 1919 г. по всему Алтаю вспыхнуло восстание против власти А. В. Колчака, армия которого остро нуждалась в провизии и поэтому были повышены налоги на подконтрольным ему территориях, а кто их не платил, с тем жестоко расправлялись карательные отряды казаков.
С 5-6 августа 1919 г., отряд Кокорина, не дожидаясь когда каратели придут в Дёмино, провёл успешные конные рейды, освободив от хорошо вооружённого противника волостной центр — с. Куяган. Во время боя под Кокориным убили лошадь, но он начал развивать наступление и выбил белых из соседних с Куяганом сел — Куяча, Тоурак, Никольское и Казанда. В этих селах белогвардейцы сожгли много домов, высекли крестьян, а замешанных в большевизме расстреляли, поэтому многие охотно вступали в отряд Кокорина. После этих рейдов, Кокорин возглавил руководителей партизанских штабов всей Куяганской волости, а центр руководства партизанского движения (волостной штаб партизан) был перенесён в с. Дёмино. Получив большое подкрепление, белогвардейцы вернулись. Все освобождённые села волости вновь были захвачены карателями и расправы с крестьянами продолжились. Лишь партизаны сел Дёмино и Александровки вели упорную борьбу, но сил было мало.
17 сентября 1919 г. Кокорин занял с. Белый Ануй, где объединился с партизанским отрядом под руководством И. Константинова. В результате объединения получился отряд численностью более 800 бойцов, но к селу стягивались более крупные белогвардейские силы карателя — полковника Хмелевского (1000 сабель). Кокорин увёл партизан в горы, урочище Токуш, где 18 сентября 1919 г. из объединённых отрядов был создан партизанский полк. На следующий день Кокоринский полк объединился с Бащелакским полком Никифорова и была сформирована партизанская бригада партизан. 

«18 сентября в урочище Токуш повстанцы Черно Ануйской, Келейской, Барагашской, Куяганской, Солонешенской волостей организовали 2-й полк, командиром которого был избран Петр Дмитриевич Кокорин, руководитель деминско-александровского отряда партизан». — Потапов Л. П. «Очерки по истории Горно-Алтайской Автономной области», ст. 100—104.
19 сентября бригада Никифорова и Кокорина разбила полковника Хмелевского в Чёрном Ануе, но под натиском казаков отступила в Абайские степи. 8 октября 1919 г. в с. Абай созданы 3-й полк (командир С. Г. Латкин) и 1-я Горно-Конная Алтайская партизанская дивизия. Начальником дивизии стал И. Я. Третьяк, а его заместителем партизаны избрали П. Д. Кокорина, но он несмотря на очередное ранение, отказался, заявив, что не покинет свой боевой полк названый вторым.
13 октября 1919 г. из Абая дивизия вела контратаку по двум направлениям — на Иню (Чуйский тракт) и Усть-Кан, Чёрный Ануй. В разгар боя под Усть-Каном, когда 7 казаков пытались схватить отрезанного от своих Кокорина, он был ранен пулей и убита под ним лошадь. Кокорин в рукопашной схватке скинул одного казака с лошади и сумел скрытья на ней от преследования продолжая командовать сражением. В результате партизаны, воодушевлённые бесстрашием своего командира, разбили казачью часть хорунжего Горбунова, в Усть-Муте — алтайскую дружину Кирьянова и шебалинскую дружину — Клепикова. За двое суток непрерывных боев было разбито и рассеяно более 1500 колчаковцев. С 13 по 21 октября 1919 г. шли непрерывные бои по очистке от белогвардейцев Чуйского тракта.

«Двое суток полки партизан отбивали ожесточённые атаки белогвардейцев под Туэктой. Это было одно из крупных сражений партизан с противником. По инициативе командира 2-го полка П. Д. Кокорина партизаны вновь приняли тактику обхода. Появление партизан в тылу врага для колчаковцев явилось полной неожиданностью. Противник, придя в замешательство, начал отступать, а впоследствии отступление превратилось в бегство. Партизаны преследовали врага более 100 км до села Мьюты. В этих боях они захватили около 100 пленных, несколько 25-зарядных автоматов, до 600 винтовок, большое количество патронов, шашек, наганов, гранат».
 - Потапов Л. П.  «Очерки по истории Горно-Алтайской Автономной области», ст. 100-104.
После очистки Чуйского тракта 2 ноября 1919 г. началось наступление партизанских полков на с. Алтайское. После 5 часов боя, в ночь с 5 на 6 ноября 1919 г. благодаря тыловому заходу Кокорина, Алтайское было занято партизанами. Разведкой 2-го полка был пойман нарочный Хмелевского, у которого было найдено распоряжение:

«Коменданту с. Алтайского Баричу. На селах Демино и Александровка поставить точку. Основания есть. Исполнение поручить прапорщику Кирьянову».
Каратели хотели уничтожить эти села, так как именно из них был основной состав красноармейцев самого боеспособного Кокоринского полка партизанской дивизии. Кокорин с разведкой перехватил отряд Кирьянова и разбил его.

### Бои на подступах к г. Бийску и гибель Кокорина
С занятием Алтайского партизанская дивизия развернутым фронтом двинулась на Бийск, а полковник Хмелевский, получив пополнение шёл на встречу. Силы обеих сторон встретились возле села Смоленское. После суточного упорного боя каратели отступили. В Смоленском был сформирован 7-й партизанский полк, в с. Шульгин Лог — 6-й партизанский полк, в с. Н-Каменка — 13-й полк.
После длительных кровопролитных боев на подступах к Бийску, дивизия начала отступление, из-за больших потерь, вследствие предательства командира 3-го полка. Прикрыть отступление вызвался П. Д. Кокорин, который со своим 2-м полком сдержал натиск карателей под с. Усть-Ануйском. Дав время уйти в горы штабу дивизии и остаткам полков, 21 ноября 1919 г. кокоринцы в одиночку приняли бой с 2 тысячной силой казаков и пехоты, разместив позиции на высоком холме и в Лисьем Логу западнее села Точильное. В бою был убит адъютант и односельчанин Кокорина — В. С. Вьюнов. Сам Кокорин был смертельно ранен пулей в живот, сразу после того как отдал приказ к отступлению, ещё одна пуля попала ему в спину. Удержавшись на коне он в горячке проскакал до низа холма, а затем партизаны на санях увезли его в Куяган. До последней минуты П. Д. Кокорин был в сознании и давал указания и советы партизанам. 22 ноября 1919 г. он скончался от полученных ран. Его тело привезли в Дёмино, где похоронили под ротный оружейный залп ниже церкви.

«… в середине ноября 1919 года в ходе тяжелых наступательно-оборонительных боев партизанская дивизия за все время своего славного боевого пути потерпела первое поражение и отступила, имея потери убитыми и ранеными. В ожесточенном бою у с. Точильное 21 ноября 1919 года был смертельно ранен всеобщий любимец партизан, командир 2-го полка П. Д. Кокорин». — Потапов Л. П. «Очерки по истории Горно-Алтайской Автономной области», ст. 100—104.
Командиром кокоринского полка стал Голышев. Семья Петра Дмитриевича вскоре покинула родное село и переехала в Алма-Ату. Сын легендарного командира, Герман Петрович Кокорин, воевал на фронте Великой Отечественной войны.

## Память о П. Д. Кокорине
Воспоминание начальника 1-й Горно-Конной дивизии Ивана Яковлевича Третьяка.:

«… Какорина очень любили партизаны. Это был смелый большевик и очень нужный нашему делу товарищ. Под ротный залповый салют мы похоронили нашего дорогого товарища Какорина».
Из воспоминаний Дёминских партизан Гордеева Ф., Скирдова А., Парщукова И., Астанина М..:

«… Петр Дмитреевич был способный, талантливый и энергичный как организатор партизанского движения и пользовался большим доверием не только партизан, но и населения волости… В боях он увлекал личным примером. Трижды под ним убивали лошадь. Во многих боях он получал разные ранения, а в боях под Куяганом и Усть-Каном в него даже попадали пулями… Кокорин был гордостью не только партизан и односельчан, но и всего населения в районе действия его полка».
В 1930 г. в городе Улале (Горно-Алтайске) именем Кокорина был назван Дом Крестьянина (гостиница).. В честь П. Кокорина был назван один из Деминских колхозов. В 1933 г. в Дёмино в честь П. Д. Кокорина 4-я ферма колхоза была названа его именем и в настоящее время одна из улиц с. Дёмино носит название П. Д. Кокорина.
В 1919 г. на месте захоронения Кокорина поставили «пирамидаобразный» деревянный памятник. Затем на этом же месте поставили другой деревянный памятник, а старый снесли. На месте захоронения Петра Кокорина впоследствии по мере ухода из жизни хоронили остальных участников партизанского отряда и полка, проживающих в с. Дёмино. В 1967 г. в честь 50-летнего юбилея Советской власти по пути боевой-революционной славы Петра Кокорина прошёл батальон «Юный Кокоринец». Учащиеся, заслужившие это право в отличной учёбе, и учителя Дёмино и всего Солонешенского района активно участвовали в походе по следам героев Гражданской войны Петра Кокорина и Петра Сухова.
Путь отряда «Юный Кокоринец» из 150 пионеров, начинался в с. Солонешное, затем в с. Дёмино открытием нового бетонного памятника Кокорину и его боевым товарищам. Пионеры прошли затем села Чёрный Ануй, Белый Ануй, Барагаш, Тоурак, Куяган и последний пункт с. Точильное, Смоленского района, где был смертельно ранен Кокорин.
Отряд «Юный Кокоринец» собрал неоценимо богатый материал о Кокорине и его боевой славе из воспоминаний и рассказов партизан и очевидцев событий Гражданской войны. Получилось так что Кокорина знают в каждой деревне по пути следования пионеров и его имя фигурировало в местный музеях и списках событий тех лет. После похода 18-20 июля в городе Барнауле состоялся II краевой слёт по местам боев на Алтае, на котором команда из Солонешенского района победила по организации похода и в собрание информации о боях П. Кокорина. В 1980-е годы установили цинковый памятни, Кокорину и его товарищам, с изображением пятиконечной звезды.

## Фотографии связанные с Кокориным

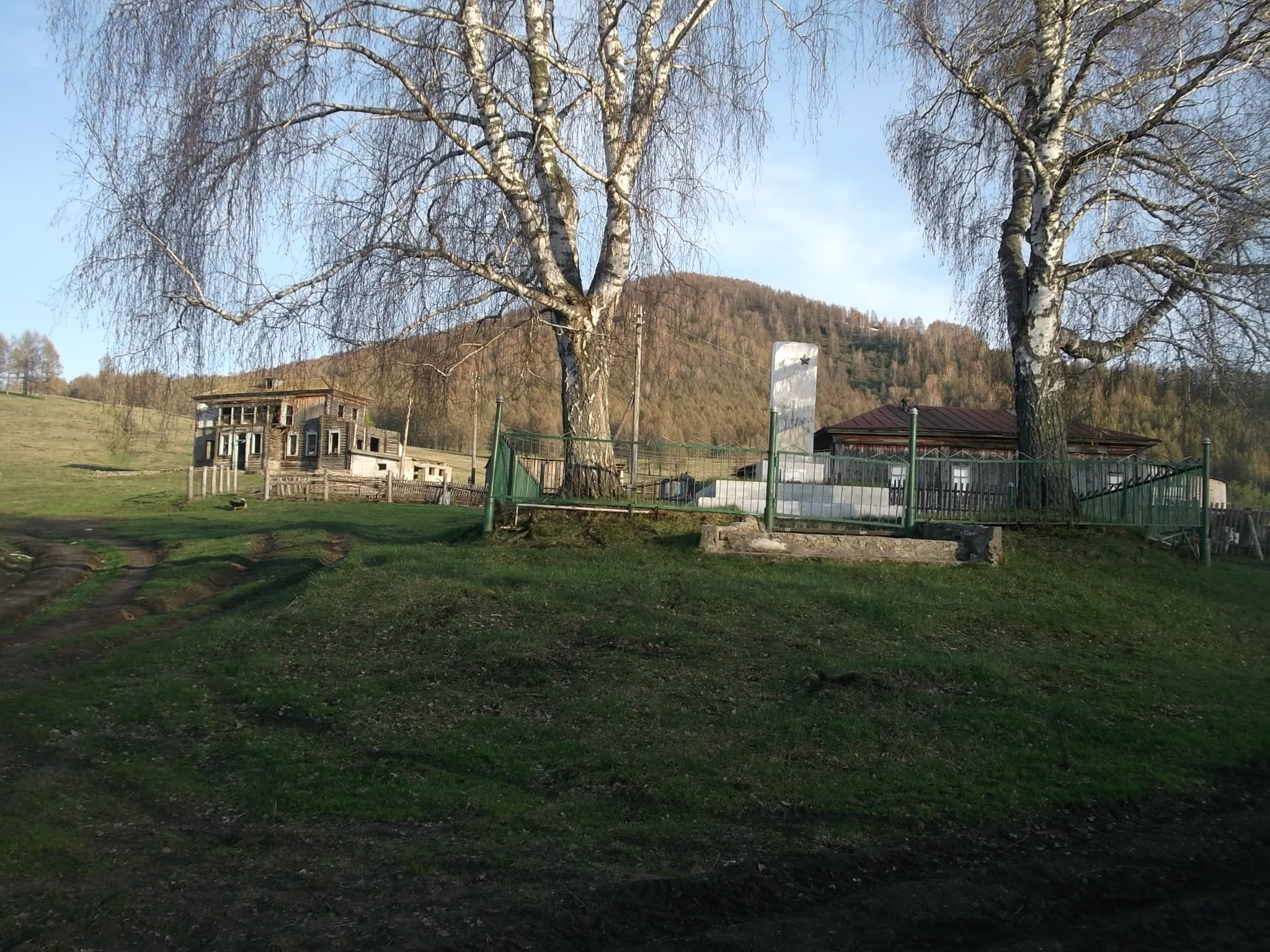
Памятник Кокорину и партизанам в Дёмино.